# 伊德林斯科耶區
54°22′37″N 92°07′48″E / 54.37694°N 92.13000°E
伊德林斯科耶區（俄语：Идринский район），是俄羅斯的一個區，位於該國中部，由克拉斯諾亞爾斯克邊疆區負責管轄，始建於1924年4月4日，面積6,115平方公里，2010年人口12,472，人口密度每平方公里2.04人。